# Eueides eurysaces
Eueides eurysaces är en fjärilsart som beskrevs av William Chapman Hewitson 1864. Eueides eurysaces ingår i släktet Eueides och familjen praktfjärilar. Inga underarter finns listade i Catalogue of Life.